# 浦項戰役
浦項戰役（：／ Pohang jeontu */?）是1950年8月5日一場在大韓民國慶尚北道浦項市爆發的戰役，為韓戰的早期戰役之一；戰役中，以美軍與大韓民國國軍為主的聯合國軍試圖阻止朝鮮人民軍三個師經由朝鮮半島東南部的山區入侵韓國。這場戰役是釜山環形防禦圈戰役的一部分，也是當時少數的大規模交戰。最終，戰役在聯合國軍成功阻止人民軍的企圖後，以前者勝利告終。
作為釜山環形防禦圈的一部分，大韓民國陸軍在美國海軍與美國空軍的火力支援下戍守該國東部海岸。1950年8月，朝鮮人民軍的數個師取道山區南下，試圖驅離守衛該地的聯合國軍隊，攻守雙方隨後就在浦項展開激烈的戰鬥；而浦項則是駐紮在大邱的聯合國軍主力的重要補給據點。
在為期兩週的戰鬥中，人民軍與國軍的地面部隊在浦項週遭爆發了數場血腥的拉鋸戰，據點與領土數度易手，但卻無任何一方占有優勢。最終，人民軍因補給線崩潰與急遽增加的傷亡人數，無力再戰，因而被迫撤退。
對朝鮮人民軍而言，該戰役是戰爭中的重要轉捩點。此役之前，其憑藉著裝備與數量上的優勢，屢戰屢勝；但卻也因部隊推進過於迅速，補給線越拉越長，並在浦項戰役爆發時超出補給能力負荷，最終導致戰線崩潰。

## 背景

### 戰爭爆發

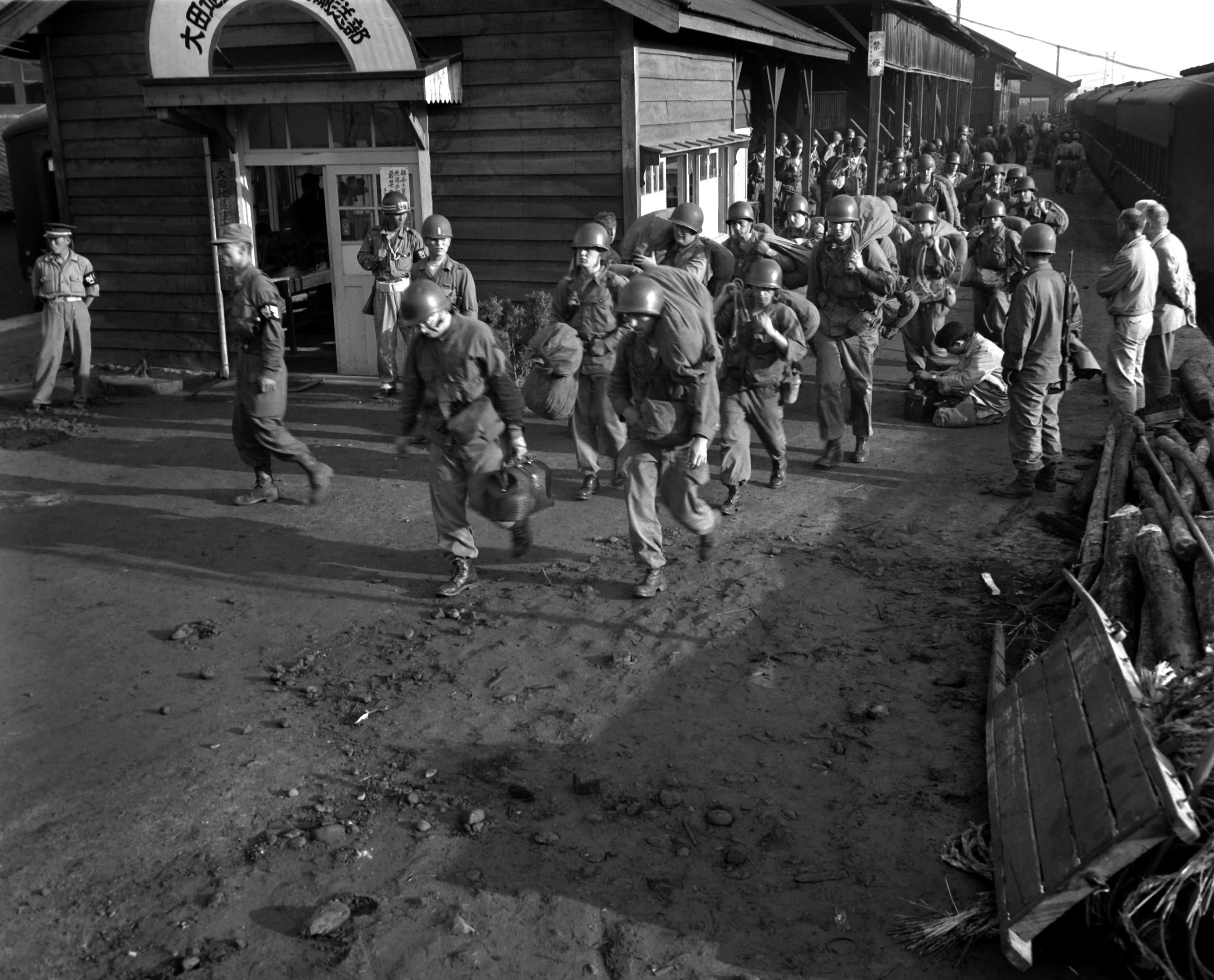
史密斯特遣隊抵達大田。

1950年6月25日，朝鮮民主主義人民共和國（別稱北韓）毫無預警地向南侵略大韓民國（別稱南韓），隨即導致韓戰爆發。聯合國隨後決定介入戰爭，並支持南韓。作為聯合國安全理事會常任理事國一員的美國稍後亦決定對朝鮮半島用兵，期望擊退南侵的朝鮮人民軍，以避免大韓民國覆亡。然而，美國部署於遠東地區的駐軍自五年前第二次世界大戰結束以來便一直穩定地減少，而當戰爭爆發時，距離朝鮮半島最近的美軍部隊是駐紮於日本的第24步兵師。
美軍第24步兵師的先遣部隊（即史密斯特遣隊）於7月5日在美軍與人民軍首次交手的烏山戰役中慘敗。在史密斯特遣隊戰敗後的一個月內，第24步兵師又在朝鮮人民軍優勢的數量與裝備等因素下多次挫敗。第24步兵師所屬的數個團稍後又在鳥致院、天安與平澤等地被迫向南撤退。第24師最終在大田戰役中背水一戰，並幾乎遭到殲滅，卻也成功地將朝鮮人民軍的進攻時程拖延至7月20日。到了7月20日時，美軍第八軍團所能增援的戰鬥部隊數量將大約等於朝鮮人民軍的進攻矛頭規模，而且聯合國軍的援兵亦不斷抵韓。
當第24步兵師在韓國西部戰線作戰的同時，朝鮮人民軍第5師與第12師則在東部穩定地向南推進。該地區的朝鮮人民軍規模為89,000人，並已有六支縱隊進入南韓領土，並以出其不意之姿大敗韓國國軍。當時的韓國國軍不但組織混亂，且裝備貧弱，更對戰爭毫無準備。憑藉著數量上的優勢，人民軍迅速殲滅了遭到孤立的韓國國軍兵力38,000人，隨後便繼續向南推進。

### 朝鮮人民軍的推進

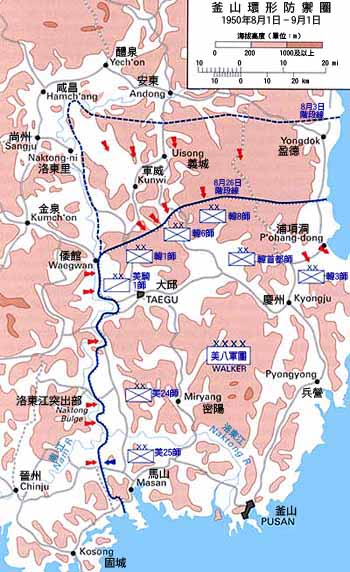
1950年8月的釜山環形防禦圈戰術地圖。戰役發生地點浦項位於該防禦圈的東北部。

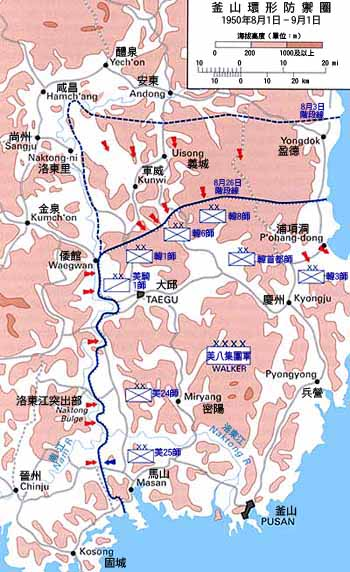
1950年8月的釜山環形防禦圈戰術地圖。戰役發生地點浦項位於該防禦圈的東北部。

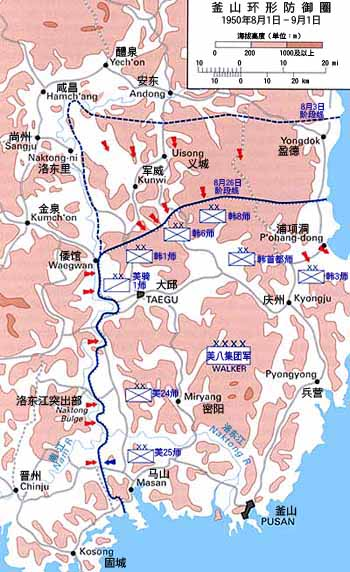
1950年8月的釜山环形防御圈战术地图。战役发生地点浦项位于该防御圈的东北部。

佔領大田後，朝鮮人民軍便開始自各個方向向釜山環形防禦圈集結，企圖完全將之包圍。朝鮮人民軍第4步兵師與第6步兵師則試圖襲擊防線側翼。兩師企圖包圍聯合國防線的左翼，但卻於過程中遭到分散。與此同時，人民軍第5師與第12師則在防線右翼攻擊駐守該地的韓國國軍。兩者以裝甲與大量兵力猛攻聯合國軍陣地，並多次擊敗美軍與韓國軍，迫使聯合國軍再次南撤。7月21日，人民軍第12師奉第2軍之命，須於7月26日前攻克浦項。
即便不斷被迫後撤，防線右翼的韓國國軍仍試圖加強反抗力道以期盡可能地拖延朝鮮人民軍的推進。兩軍在數個城市內爆發激烈戰鬥，試圖爭奪控制權，造成雙方均傷亡慘重。兩者在盈德的戰鬥尤其激烈，不過最終韓國國軍仍被迫撤退。此外，韓國陸軍在安東戰役中的表現亦十分出色，成功地迫使人民軍第12師將進攻浦項的時程推延至8月上旬。韓國國軍也進行了大規模的重整，並於7月26日徵募到大量兵源後，其總規模達到85,871人。

### 東部走廊
釜山環形防禦圈的東部走廊地形破碎，使得通過該區異常困難。一條主要幹道自大邱東部約80公里處開始一路延伸至位於韓國東部海岸的浦項。唯一一條與這條幹道交會的南北向道路則由安東延伸至永川，並於大邱－浦項幹道的中心點與之交會。
除此之外，該幹道上另有一條與之交會的天然道路，其起點為距離浦項西部19公里的安康，坐落於大型鐵路節點慶州市附近，而慶州市則是為大邱戰線提供補給的重要補給點。美軍第八軍團司令沃爾頓·沃克將軍認為該東部地區破碎而崎嶇的地形將使敵軍無法發起任何重大進攻，故未多加設防。沃克將軍選擇以增援兵力與自浦項南方的延日飛行場起飛的空中支援來回應任何可能的人民軍攻勢。
位於朝鮮半島東南部的南北向山脈太白山脈使得大邱至浦項間的防線地形異常崎嶇。浦項東北方，韓國國軍防線前沿的地形更是惡劣，通過該地區極為困難。因是之故，聯合國軍遂以該地地形作為釜山環形防禦圈北部防線的天然屏障。然而惡劣的地形同樣也造成通訊上的困難，對韓國國軍而言尤為如此。

## 序幕

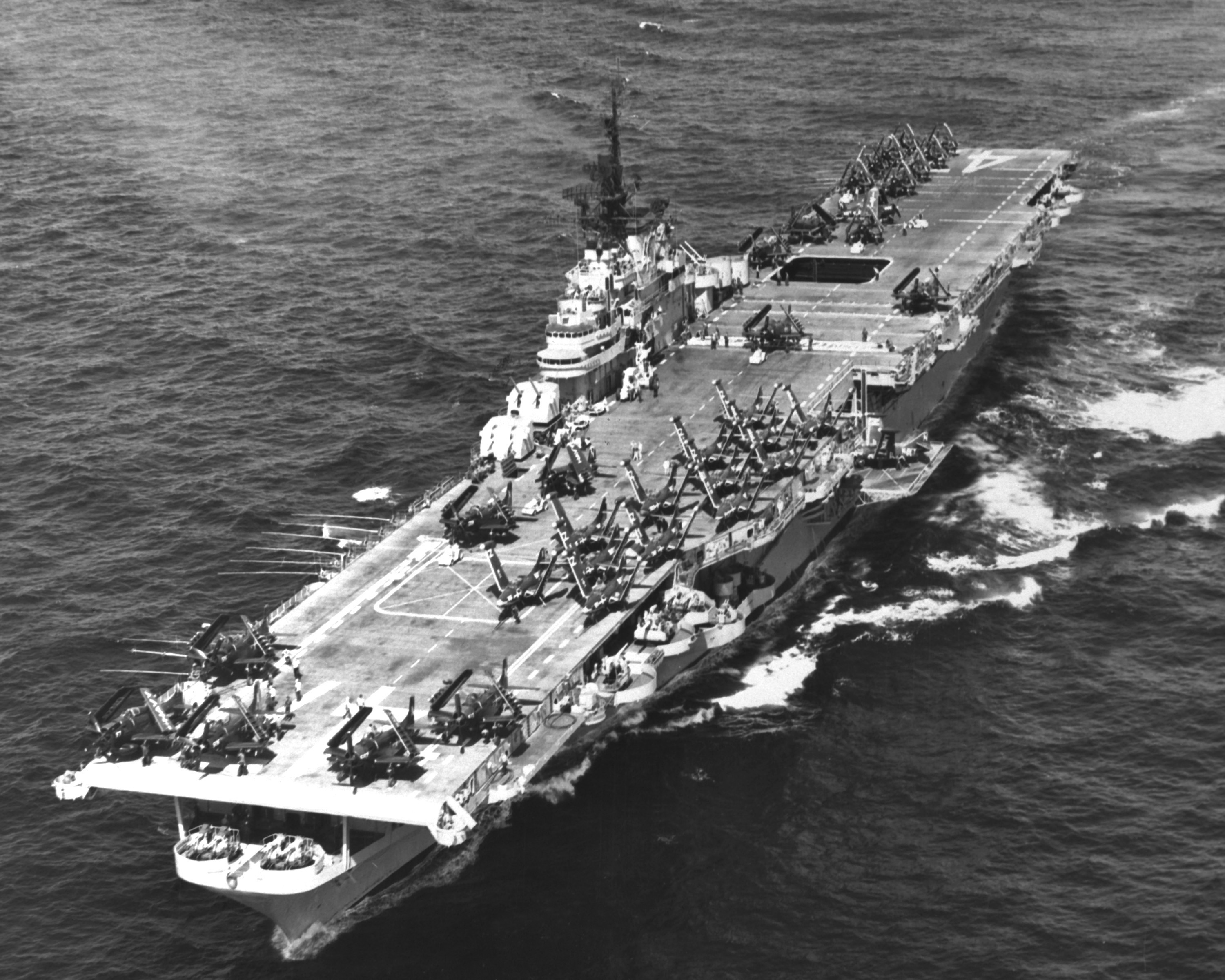
韓戰期間的美國海軍菲律賓海號航空母艦。

規模達58,000人的大韓民國陸軍編為兩個軍與五個師，並分別部署在防線上。由東向西，韓國軍的單位部署依序為韓國陸軍第1軍，下轄第8步兵師與首都機械化步兵師，第2軍下轄第1步兵師與第6步兵師。此外，經過整編的第3步兵師則由韓國陸軍本部直接指揮。由於此時的聯合國軍已多次遭遇挫敗，因此軍中士氣十分低落。自戰爭爆發以來，韓國陸軍已折損逾70,000名兵力。
與此同時，美國空軍第五航空隊派出了45架P-51野馬戰鬥機為地面部隊提供空中掩護，而美國海軍亦派遣數艘艦艇自海上提供火力支援。傷員與被圍部隊的撤離工作則由福吉谷號與菲律賓海號航空母艦執行。此外，美國海軍的赫勒拿號與托雷多號重巡洋艦亦從海上為在城鎮內作戰的聯合國軍提供火力支援。
朝鮮人民軍則將進攻部隊編組為10個聯合兵種的機械化師，其總規模在1950年7月時約為90,000名訓練紮實且裝備精良的部隊，並有數百輛T-34戰車提供支援。然而，美軍與韓國國軍的抵抗已嚴重遲滯人民軍向南侵略的腳步，並使其損失了約58,000名兵力與大量坦克。為了填補折損兵力，人民軍不得不自佔領區徵召經驗不足的補充兵與動員兵上戰場。
朝鮮人民軍此時已遭遇了嚴重的人員與裝備短缺。部署在韓國軍正面上的人民軍地面部隊由西向東依序為第8師、第12師、第5師與第766獨立步兵團。8月5日時，人民軍第8師據估計共有約8,000人，第5師與第12師各擁有約6,000人，而第766步兵團則擁有約1,500人；部署於浦項週邊的朝鮮人民軍總規模至少在21,500人以上。

## 戰役經過

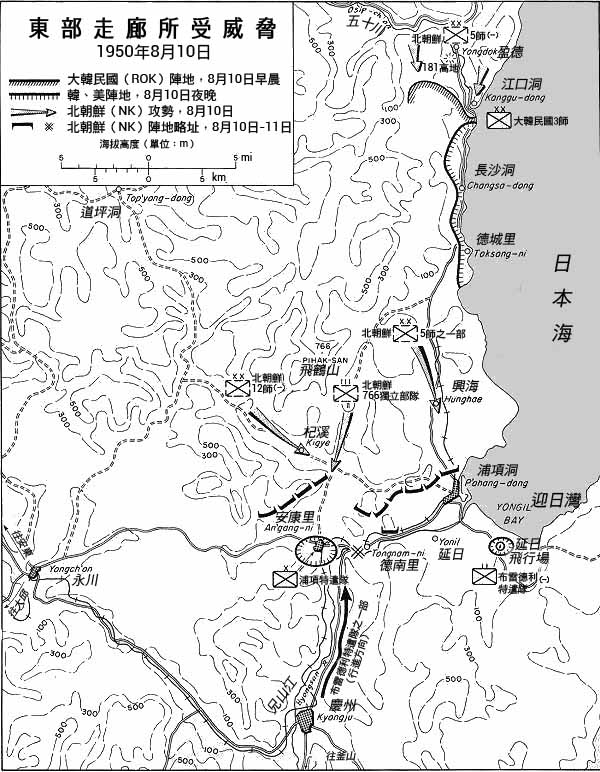
1950年8月10日，朝鮮人民軍進犯聯合國軍防線。

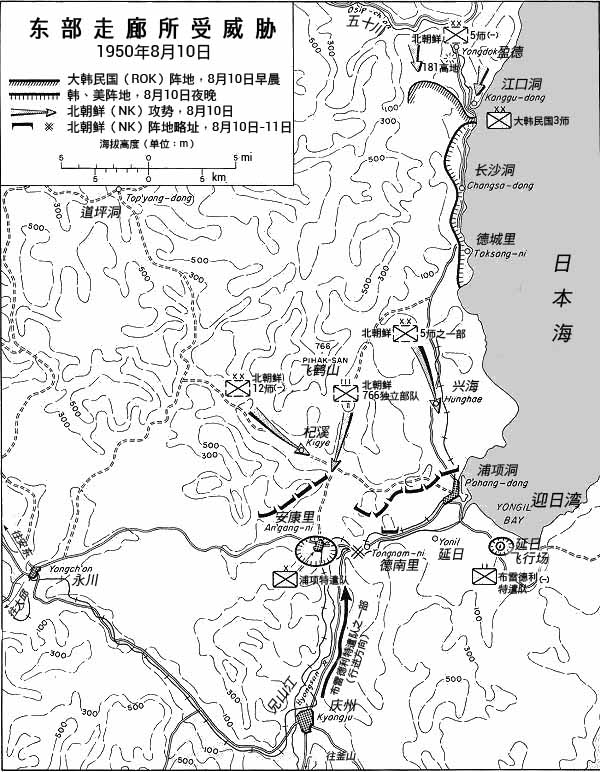
1950年8月10日，朝鲜人民军进犯联合国军防线。

1950年8月上旬，正對韓國軍防線的朝鮮人民軍三個師兵分三路向防線進犯。人民軍第8師向永川發動攻勢，第12師主攻浦項，而第5師則與第766步兵團共同進攻安康與距該村以北9.7公里的杞溪面（기계면）。相較其對手，韓國國軍訓練不足，裝備奇缺，因此成為釜山環形防禦圈中最為脆弱的一段防線。朝鮮人民軍明白自該處發動攻勢將能取得最大成功。

### 戰役起始
朝鮮人民軍第8師的攻勢幾乎在開始後便立刻陷入泥淖。該師自義城向永川發動攻擊。然而，韓國陸軍第8師自側翼對人民軍發動突襲，導致後者未能抵達大邱－浦項防線。人民軍第8師第3團在遭遇韓國國軍突襲後幾乎被殲滅，迫使第2團前往營救，並因此造成第2團至少700人傷亡。另外，美國空軍P-51戰鬥機的空中攻擊與地雷亦至少摧毀了6輛人民軍戰車。
這場戰鬥過於猛烈，迫使人民軍第8師在再次推進前在該地留守了一個星期。然而，在其終於突破敵軍的突擊並再次發動攻勢時，卻又遭遇韓國國軍的強烈抵抗，攻勢再度放緩。此時，人民軍第8師再次被迫停下以等待增援部隊抵達。朝鮮人民軍在另外兩處的攻勢則較為成功，迅速擊退韓國國軍。
在人民軍與韓國軍第8師的東方，人民軍第12師在安東橫渡洛東江，並以小股單位行進的方式穿越山區，往浦項挺進。該師的戰鬥力不足，且至少一個炮兵連的火砲因為缺乏彈藥而被迫撤往北方。聯合國軍並未預期人民軍第12師能有效通過山區，因此在該師發動攻擊時該段防線幾無設防。
8月9日，韓國陸軍首都機械化步兵師第25團自杞溪面進入山區偵察，以試圖與部署於盈德南方的第3師取得聯繫。該團前進了4公里後遭遇朝鮮人民軍，後者的強大火力迫使該團向南方撤退了近8公里遠。此時聯合國軍已清楚認識到韓國陸軍第3師的側翼正遭到襲擊。該師在浦項北方32公里處防守通往浦項的道路，但其南方的山區並無部隊駐守；朝鮮人民軍即是經由該區域穿透韓軍防線。
與此同時，韓國陸軍第3師正與人民軍第5師沿著通往浦項的沿海道路激烈交火。兩軍的衝突中心是盈德，兩者在戰鬥中均數度佔領該鎮。8月5日時，人民軍發動攻擊，自韓國國軍手中重奪該鎮，並將之向南方驅趕。翌日下午7:30，韓國軍發動反攻，重奪城鎮。
美軍航空母艦與水面艦艇在韓國陸軍第3師第22團與第23團進攻前以火箭、凝固汽油彈以及艦砲等火力轟擊該鎮。不過，人民軍第5師卻成功地自盈德南方的興海滲透進入沿海公路。這項行動基本包圍了韓國第3師，並成功地將之圍困於浦項北方。人民軍第766步兵團則繞過被圍的韓國國軍第3師，成功佔領浦項週遭區域。
由於嚴重的人力短缺，韓國國軍指揮官遂下令徵召學徒兵戍守浦項女子高校以期拖延朝鮮人民軍的攻勢。8月11日，學徒兵隊伍堅守陣地，對抗數量數倍於己的人民軍部隊。在最初總數71名學徒兵中，48人在該場長達11個小時的戰鬥中陣亡。2010年韓國電影《走進炮火中》描述的即是這場戰鬥。

### 聯合國軍反攻
8月10日，美軍第八軍團將韓國陸軍第17團、第25團、第26團、第1反游擊營、陸戰營與美軍第18野戰炮兵營的一個炮兵連共同編成浦項特遣隊。該特遣隊的任務是掃蕩浦項週邊山區中的人民軍部隊。與此同時，第八軍團又將美軍第8步兵團的部分單位與第2步兵師共同編成布雷德利特遣隊，由第2師副師長約瑟夫·斯拉登·布雷德利（Joseph Sladen Bradley）准將指揮。布雷德利特遣隊的任務是守衛浦項，防止人民軍第766步兵團的攻勢。
8月11日，布雷德利特遣隊自延日飛行場方向對浦項週遭的朝鮮人民軍實施反擊，同時浦項特遣隊則自安康地區發動攻擊。兩支特遣隊均立即遭遇人民軍的抵抗。此時，朝鮮人民軍已成功佔領浦項。接著，擁有美國空軍支援的韓國國軍在浦項與安康週遭地帶大規模攻擊朝鮮人民軍，造成一連串激烈的戰鬥爆發。
此時的朝鮮人民軍第12師正在浦項西部的山谷中活動，並成功地擊退浦項特遣隊與首都機械化步兵師。另外，人民軍第766步兵團與第5師的部分部隊則在浦項及浦項南方與布雷德利特遣隊交戰。美國的海軍炮火成功驅離了浦項市內的人民軍部隊，但隨著戰鬥逐漸轉向城鎮週邊的山區時，浦項卻成為一雙方雖付出慘重傷亡仍欲佔領的無人地帶。

### 聯合國軍撤離

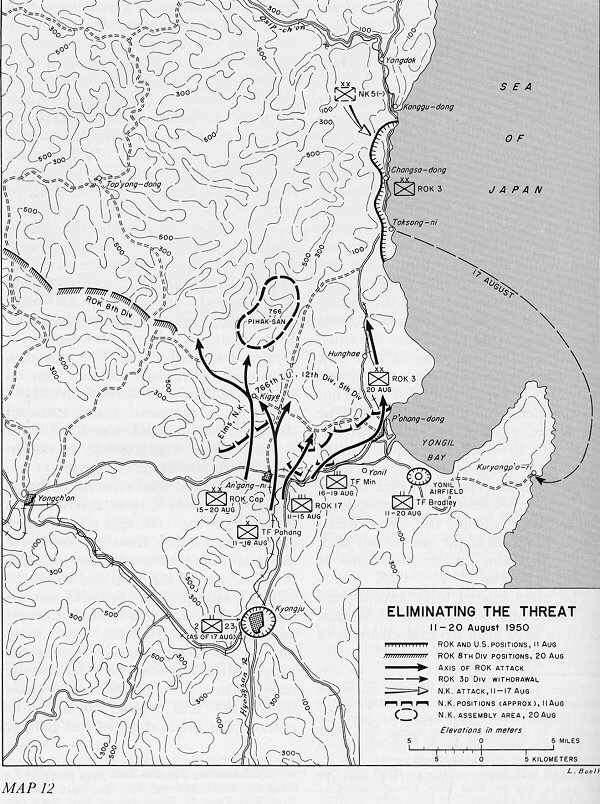
美軍繪製的浦項周邊戰勢圖。1950年8月11日至12日間，韓國國軍在經歷激烈的戰鬥後成功迫使朝鮮人民軍撤往北方。

8月13日時，部分朝鮮人民軍在山區西部活動，另一部分則在延日飛行場西南方。小心翼翼的美國空軍指揮官不顧聯合國軍總司令麥克阿瑟將軍的反對，下令第39與第40戰機中隊所屬的45架P-51戰機撤離延日飛行場。不過，該飛行場的跑道仍處於聯合國地面部隊的保護下，且從未遭受人民軍的直接攻擊。離開朝鮮半島的戰機中隊則隨後撤往日本九州的築城町。
隨著浦項的戰事逐漸向南擴展，韓國陸軍第3師面臨人民軍第5師越發猛烈的攻勢。該師的軍官持續向韓軍發動攻擊，期望後者崩潰，屆時朝鮮人民軍便能慢慢地瓦解韓國第3師的防禦力量，迫使其形成一個個小型口袋。稍後第3師再度向南撤至長沙洞，美國海軍遂決定在此地以戰車登陸艦與DUKW撤離該師。
撤退的第3師將向南航行32公里至延日灣，並加入該地的聯合國軍以將朝鮮人民軍逐出浦項週遭。該次撤離行動於8月16日夜間在美國海軍強大的火力掩護下展開。整體而言，該師所屬的約9,000名兵力、1,200名警察與1,000名勞工成功撤至南方。另一方面，朝鮮人民軍在經歷大規模推進後，如今戰線距離大邱僅有19公里之遙。

### 朝鮮人民軍戰敗
8月14日時，朝鮮人民軍第5師、第12師與第766獨立步兵團的主力均集中精力於奪取浦項。然而，由於美軍擁有空中優勢，且海軍亦不斷炮擊該城，人民軍始終無法守住浦項。更重要的是，其補給線如今已徹底崩潰，因此在前線作戰的部隊將無法獲得所需的糧食、彈藥與補給品。人民軍戰俘供稱該地區的部隊在8月12日以後便未再獲得任何糧食，且部隊已精疲力盡，無力再戰。首都機械化步兵師、浦項特遣隊與布雷德利特遣隊則正準備實施一波最終反攻，目標是將朝鮮人民軍徹底逐出該區域。
8月15日，聯合國軍向深陷泥淖的人民軍發動反攻。激烈的戰鬥在浦項週遭持續了數日，雙方皆蒙受了重大的傷亡。8月17日，聯合國軍成功將朝鮮人民軍逐出慶州走廊與安康，並使通往大邱的補給線解除遭到切斷的危機。而今規模僅剩1,500人的人民軍第766步兵團則被迫撤退以免被包圍。
兵力同樣僅存1,500人且精疲力竭、傷亡慘重的人民軍第12師稍後亦撤出了該區域。此役過後，第766步兵團併入第12師，並獲得補充兵力。到了8月19日時，朝鮮人民軍已完全撤離浦項週遭並退入山區。大韓民國首都機械化步兵師的部分部隊挺進至杞溪面以北3.2公里處，韓國陸軍第3師則重奪浦項並於翌日推進至該市以北。韓國國軍的防線雖然向南緊縮了數英哩，但卻也成功驅逐了朝鮮人民軍。

## 戰役過後
對因經歷戰鬥而精疲力竭的朝鮮人民軍而言，浦項戰役是壓倒其的最後一根稻草。人民軍補給線過度延伸，最終再也無力負荷，因而導致戰線的崩潰。除此之外，美軍的空中優勢也在戰鬥中發揮了關鍵的作用，連續的轟炸與炮擊成功阻止朝鮮人民軍到達並佔領目標。
由於南北雙方的組織均相當混亂，因此難以準確估計戰役的傷亡人數。部分單位在戰鬥中遭到完全殲滅，同樣加大了計算傷亡數字的難度。一份韓國陸軍的備忘錄聲稱共有3,800名朝鮮人民軍在戰鬥中陣亡，另外自8月17日以降共有181人被俘。確切的傷亡數字很可能更高。單單人民軍第12師便很可能蒙受了至少4,500人的傷亡。該師於8月5日回報的兵力規模則為6,000人，8月17日回報時僅剩1,500人。

### 註腳
1. ↑  Varhola 2000，第3頁
2. ↑  Alexander 2003，第52頁
3. ↑  Catchpole 2001，第15頁
4. 1 2  Varhola 2000，第4頁
5. ↑  Alexander 2003，第90頁
6. ↑  Alexander 2003，第105頁
7. ↑  Fehrenbach 2001，第103頁
8. ↑  Appleman 1998，第104–105頁
9. ↑  Alexander 2003，第1頁
10. ↑  Alexander 2003，第2頁
11. 1 2  Appleman 1998，第222頁
12. ↑  Appleman 1998，第182–188頁
13. ↑  Appleman 1998，第187頁
14. ↑  Catchpole 2003，第22頁
15. ↑  Appleman 1998，第188頁
16. ↑  Appleman 1998，第188, 190頁
17. 1 2 3 4  Appleman 1998，第319頁
18. ↑  Appleman 1998，第320頁
19. 1 2  Appleman 1998，第253頁
20. 1 2 3  Appleman 1998，第255頁
21. ↑  Catchpole 2001，第20頁
22. ↑  Fehrenbach 2001，第109頁
23. ↑  Fehrenbach 2001，第108頁
24. ↑  Appleman 1998，第262頁
25. 1 2  Fehrenbach 2001，第113頁
26. 1 2 3 4  Appleman 1998，第330頁
27. 1 2 3 4 5  Catchpole 2001，第27頁
28. ↑  Stewart 2005，第225頁
29. ↑  Stewart 2005，第226頁
30. ↑  Fehrenbach 2001，第116頁
31. 1 2 3 4  Appleman 1998，第263頁
32. ↑  Alexander 2003，第133頁
33. 1 2 3 4  Appleman 1998，第321頁
34. 1 2  Alexander 2003，第134頁
35. 1 2  Fehrenbach 2001，第135頁
36. 1 2  Appleman 1998，第324頁
37. 1 2  Appleman 1998，第326頁
38. ↑  강은나래 2011
39. ↑  Appleman 1998，第322頁
40. ↑  Appleman 1998，第325頁
41. 1 2 3  Appleman 1998，第327頁
42. ↑  Appleman 1998，第329頁
43. 1 2 3 4  Fehrenbach 2001，第136頁
44. 1 2 3 4 5  Alexander 2003，第135頁
45. 1 2 3  Appleman 1998，第333頁
46. 1 2  Appleman 1998，第331頁
47. 1 2 3  Appleman 1998，第332頁

### 來源
- Alexander, Bevin, , Hippocrene Books, 2003, ISBN 978-0-7818-1019-7
- Appleman, Roy E., , Department of the Army, 1998  [2017-04-17], ISBN 978-0-16-001918-0, （原始内容存档于2013-11-02）
- Catchpole, Brian, , Robinson Publishing, 2001, ISBN 978-1-84119-413-4
- Ecker, Richard E., , McFarland & Company, 2004, ISBN 978-0-7864-1980-7
- Fehrenbach, T.R., , Potomac Books Inc., 2001, ISBN 978-1-57488-334-3
- Gugeler, Russell A., , University Press of the Pacific, 2005, ISBN 978-1-4102-2451-4
- Stewart, Richard W., , Department of the Army, 2005, ISBN 978-0-16-072541-8
- Varhola, Michael J., , Da Capo Press, 2000, ISBN 978-1-882810-44-4
- 강은나래, , 연합뉴스, 2011-10-04  [2011-12-09], （原始内容存档于2017-09-27）

36°01′56″N 129°21′54″E / 36.03222°N 129.36500°E